# 大陸県 (河北省)
大陸県（たいりく-けん）は中華人民共和国河北省にかつて存在した県。現在の邢台市寧晋県南東部に相当する。現在の隆堯県にも隋代から唐代にかけて同名の県が設置されたが、別の行政区画である。
隋代の596年（開皇16年）に設置され、大業初年に廃止された。